# Río Guadalope
El río Guadalope es un río de España, el segundo afluente más largo de la margen derecha del río Ebro (tras el Jalón), con una longitud de 160 km y una cuenca hidrográfica de 3890 km² aproximadamente. Es el río mejor regulado de Aragón. Tiene en su cauce los embalses de Santolea, Calanda y Civán (en Caspe), así como el de Berge-Alcorisa en su afluente el Guadalopillo. En su cuenca también está el humedal de la Estanca de Alcañiz. Sus afluentes son por la margen derecha el Bergantes, el Fortanete, el Pitarque (subterráneo en gran parte, y que aporta más caudal que el propio Guadalope), el Bordón y el Mezquín, y por la izquierda el Aliaga y el Guadalopillo.
Nace en la sierra de Gúdar, cerca de las poblaciones de Villarroya de los Pinares (Teruel), y de Miravete de la Sierra (Teruel). Al final de su recorrido aporta un caudal al río Ebro de 58 hm³/año aproximadamente.

## Embalses
En la actualidad dichos recursos están regulados fundamentalmente por seis embalses: Embalse de Aliaga en cabecera de río Guadalope, con 0,9 hm³ de embalse útil, Embalse de Santolea (65 hm³) y Embalse de Calanda (54,30 hm³) en el curso medio y Caspe (81 hm³) en el curso bajo. En el río Guadalopillo se encuentra el Embalse de Gallipuén con 3,16 hm³ y por último el embalse de La Estanca de Alcañiz (7 hm³) que se encuentra en derivación del río Guadalope.

### Estado Embalses
- Estado del Embalse de Santolea
- Estado del Embalse de Calanda
- Estado del Embalse de Caspe
- Estado del Embalse de Alcañiz

## Galería
|  |  |